# Circuito de Guecho 2015
El 70º Circuito de Guecho (15º Memorial Ricardo Otxoa) se disputó el 31 de julio de 2015, sobre un trazado de 170 km. Dicho recorrido consistió en el tradicional circuito urbano de 17 km al que se le dieron 10 vueltas, incluyendo los pequeños cambios establecidos desde la edición del 2011.
La prueba perteneció al UCI Europe Tour 2015 de los Circuitos Continentales UCI, dentro de la categoría 1.1.
Participaron 10 equipos. El único equipo español de categoría UCI ProTeam (Movistar Team); el único de categoría Profesional Continental (Caja Rural-Seguros RGA); y los 2 de categoría Continental (Burgos-BH y Murias Taldea). En cuanto a representación extranjera, estuvieron 5 equipos: los Profesionales Continentales del RusVelo y Cofidis, Solutions Crédits; y los Continentales del Start-Massi Cycling Team, Bike AID, Keith Mobel-Partizan e Inteja-MMR Dominican Cycling Team. Formando así un pelotón de 80 ciclistas, con entre 5 (Inteja-MMR Dominican) y 10 corredores cada equipo, de los que acabaron 68.
El ganador final fue Nacer Bouhanni que se impuso en el sprint a Juan José Lobato y Carlos Barbero, respectivamente, que encabezaron el terceto que se jugó la victoria en la rampa final.
En las otras clasificaciones se impusieron Imanol Estévez (montaña), Bernardo Ayuso (neoprofesional) y Enrique Sanz (euskaldun).

## Clasificación final
| \| Posición \| Ciclista \| Equipo \| Tiempo \| \| -------- \| ------------------ \| -------------------------- \| --------------- \| \| 1. \| Nacer Bouhanni \| Cofidis, Solutions Crédits \| 4 h 02 min 21 s \| \| 2. \| Juan José Lobato \| Movistar \| m.t. \| \| 3. \| Carlos Barbero \| Caja Rural-Seguros RGA \| m.t. \| \| 4. \| José Joaquín Rojas \| Movistar \| a 3 s \| \| 5. \| Roman Maikin \| RusVelo \| m.t. \| \| 6. \| Enrique Sanz \| Movistar \| a 5 s \| \| 7. \| Ángel Madrazo \| Caja Rural-Seguros RGA \| m.t. \| \| 8. \| Ibai Salas \| Burgos-BH \| m.t. \| \| 9. \| Egoitz García \| Murias \| m.t. \| \| 10. \| Amets Txurruka \| Caja Rural-Seguros RGA \| a 8 s \| |                    |                            |                 |
| Posición | Ciclista           | Equipo                     | Tiempo          |
| 1. | Nacer Bouhanni     | Cofidis, Solutions Crédits | 4 h 02 min 21 s |
| 2. | Juan José Lobato   | Movistar                   | m.t.            |
| 3. | Carlos Barbero     | Caja Rural-Seguros RGA     | m.t.            |
| 4. | José Joaquín Rojas | Movistar                   | a 3 s           |
| 5. | Roman Maikin       | RusVelo                    | m.t.            |
| 6. | Enrique Sanz       | Movistar                   | a 5 s           |
| 7. | Ángel Madrazo      | Caja Rural-Seguros RGA     | m.t.            |
| 8. | Ibai Salas         | Burgos-BH                  | m.t.            |
| 9. | Egoitz García      | Murias                     | m.t.            |
| 10. | Amets Txurruka     | Caja Rural-Seguros RGA     | a 8 s           |